# Markus Gläser (Bildhauer)

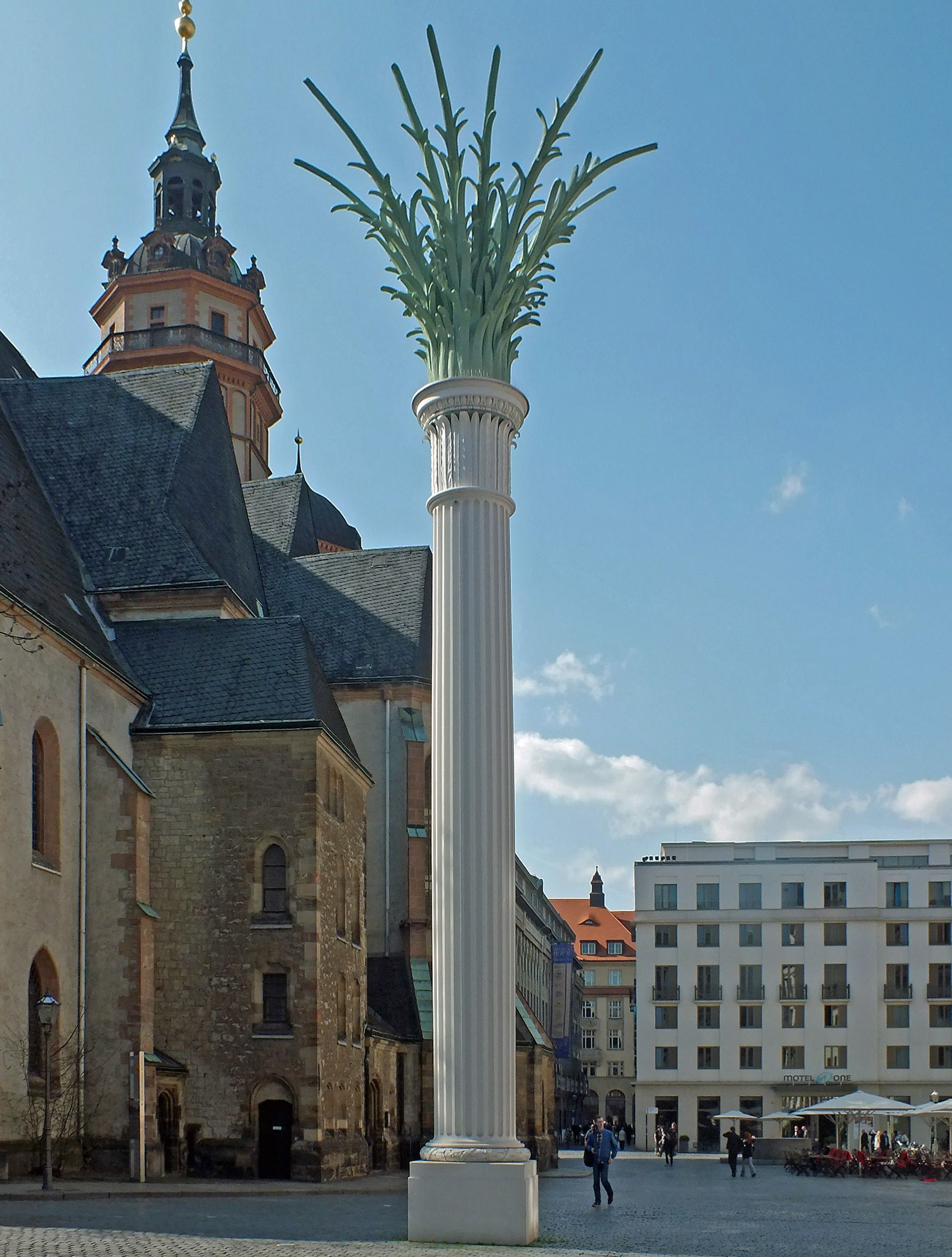
Die zum Gedenken an die Montagsdemonstrationen von Markus Gläser gefertigte Nikolaisäule in Leipzig

Markus Gläser (* 1960 in Leipzig) ist ein deutscher Bildhauer und Restaurator.

## Leben
Nach Abschluss der zehnklassigen Polytechnischen Oberschule begann Markus Gläser eine Lehre als Former und Gießer, die er 1979 als Facharbeiter abschloss. Parallel dazu besuchte er eine kaufmännische Schule, an der er 1979 das Abitur machte.
Bereits von 1974 an belegte er Kurse an der Abendakademie der Hochschule für Grafik und Buchkunst Leipzig. 1981 begann er das Studium der Bildhauerei und Plastik an der Hochschule für industrielle Formgestaltung Halle, Burg Giebichenstein in Halle/Saale. Einer seiner Lehrer war der Bildhauer und spätere Prorektor der Einrichtung Bernd Göbel. 1987 schloss Gläser das Studium als Diplombildhauer ab.

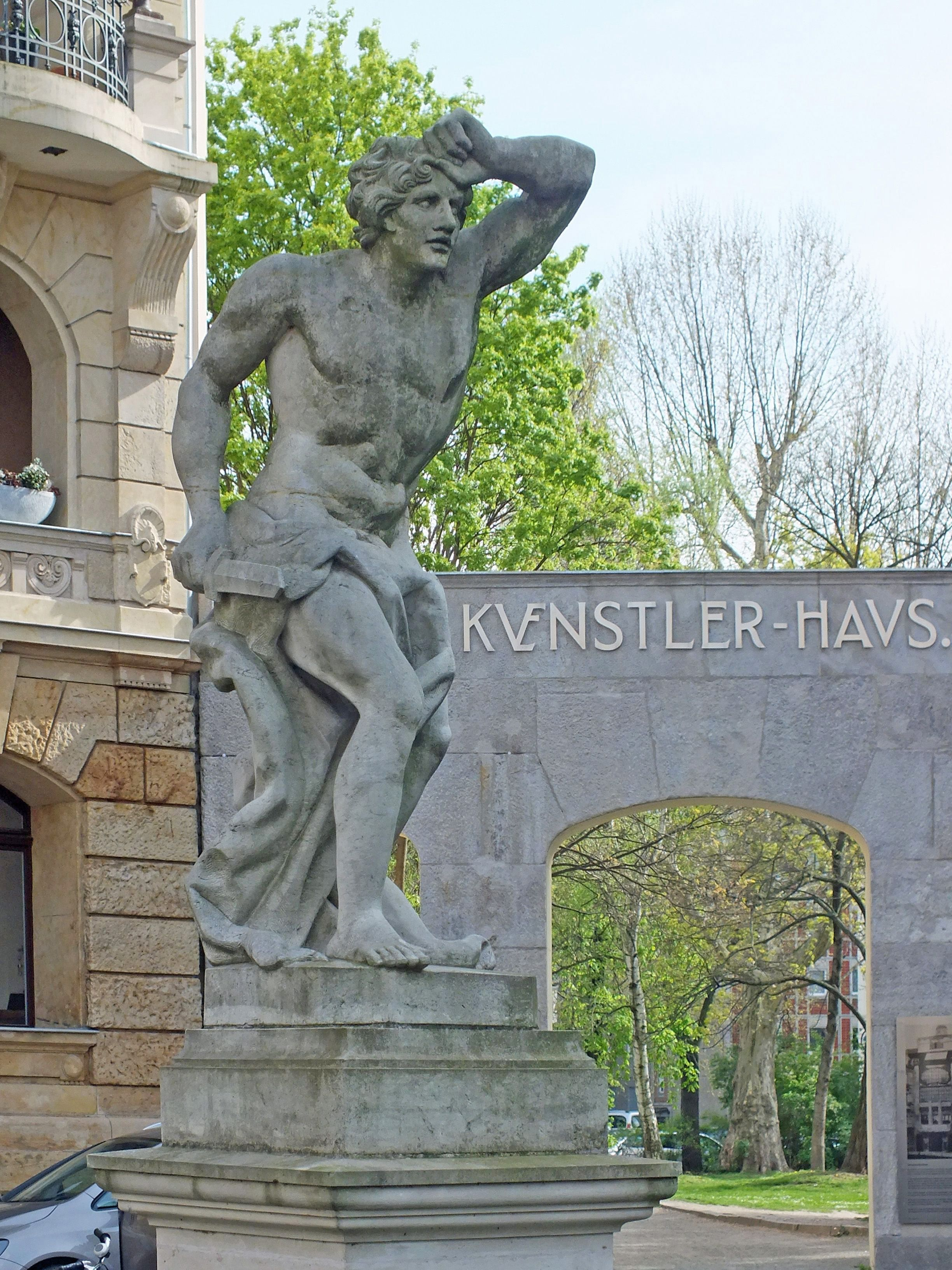
Eine der beiden Fechter-Figuren auf dem Nikischplatz

1989 ließ sich Markus Gläser als freischaffender Bildhauer in Leipzig nieder. Sein Atelier befindet sich in der Claudiusstraße 2 in Gohlis. Mit dem nach 1990 einsetzenden Bauboom und der damit verbundenen Restaurierung historischer Gebäude eröffnete sich ihm ein weites Betätigungsfeld, insbesondere in der Bauplastik. Dabei war häufig die Neuschaffung verlorener oder beschädigter Figuren erforderlich. So trifft man seine Arbeiten in Leipzig beispielsweise am Gebäude der Industrie- und Handelskammer, am Petershof, an der Augusteum der Universität (Schinkeltor), an der Universitätsbibliothek, an der Commerzbank in der Goethestraße und am Eingang des Leipziger Zoo (Löwenkopf), am Neuen Rathaus in Leipzig und der Zollbrücke in Magdeburg.
Aber auch freistehende Skulpturen und Brunnenplastiken gehen auf ihn zurück, wie die beiden Fechterfiguren auf dem Leipziger Nikischplatz, das Weichbildzeichen Connewitzer Kreuz, der Villersbrunnen vor dem Ringmessehaus und der Brunnen im Eingangsbereich der AOK.
Hinzu kommen zahlreiche Restaurierungen und Konservierungen an bestehendem Fassadenschmuck und die Restaurierung von Brunnenanlagen, wobei die Wassertechnik meist mit eingeschlossen ist.
Von seinen Neuschöpfungen dürfte die bekannteste die „Nikolaisäule“ auf dem Nikolaikirchhof Leipzig in Erinnerung an die friedliche Revolution 1989 sein. Zahlreiche seiner Neuschöpfungen beziehen sich auf religiöse Themen und kirchliche Gegenstände. Aber auch Medaillen und Kleinplastiken, zum Beispiel für Auszeichnungen, gehören zu seinem Werk, wie die von der durch den Berliner Geographen Frithjof Voss gegründeten Stiftung für Geographie als Preise vergebenen bronzenen Statuetten und Plaketten.
Seine Grafiken, Zeichnungen und Bilder sind meist Vorstudien später plastisch ausgeführter Werke.

## Mitgliedschaften
- seit 1988 Verband Bildender Künstler der DDR
- seit 1990 Bundesverband Bildender Künstlerinnen und Künstler
- seit 1990 Bund Bildender Künstler Leipzigs[3]
- seit 1997 Restauratorenverband

## Werke (Auswahl)

### Neuschöpfungen
- Skulptur und Plastik der Nikolaisäule auf dem Nikolaikirchhof Leipzig
- Figur im Inselpavillon des Abtnaundorfer Parks
- St. Elisabeth-Denkmal an der Eisenacher St. Elisabeth-Kirche
- Bronzestatue hl. Mechthild am Malteserstift in Leipzig-Eutritzsch
- Bronzefigur hl. Ursula am katholischen Bildungshaus Erfurt[4]
- Bronzestatue St. Elisabeth-Gruppe am St. Elisabeth-Krankenhaus Leipzig
- Figürliches Relief: Hl. Familie in der katholischen Kirche Leipzig-Schönefeld
- Altar und Ambo der katholischen Kirche St. Peter & Paul Markkleeberg
- Gedenktafel für die sächsische Mundartdichterin Lene Voigt an ihrem ehemaligen Wohnhaus
- Denkmal für den ehemaligen Direktor Siegfried Seifert im Leipziger Zoo
- Kleinplastik Wissenschaftspreis für Geographie
- Büste Alfred Kranzfelder in der Marineschule Mürwik
- Bronzetafel Werner Heisenberg in der Universität Leipzig
- Bronzetafel Felix Bloch in der Universität Leipzig
- Ehrengrab für Kurt Masur

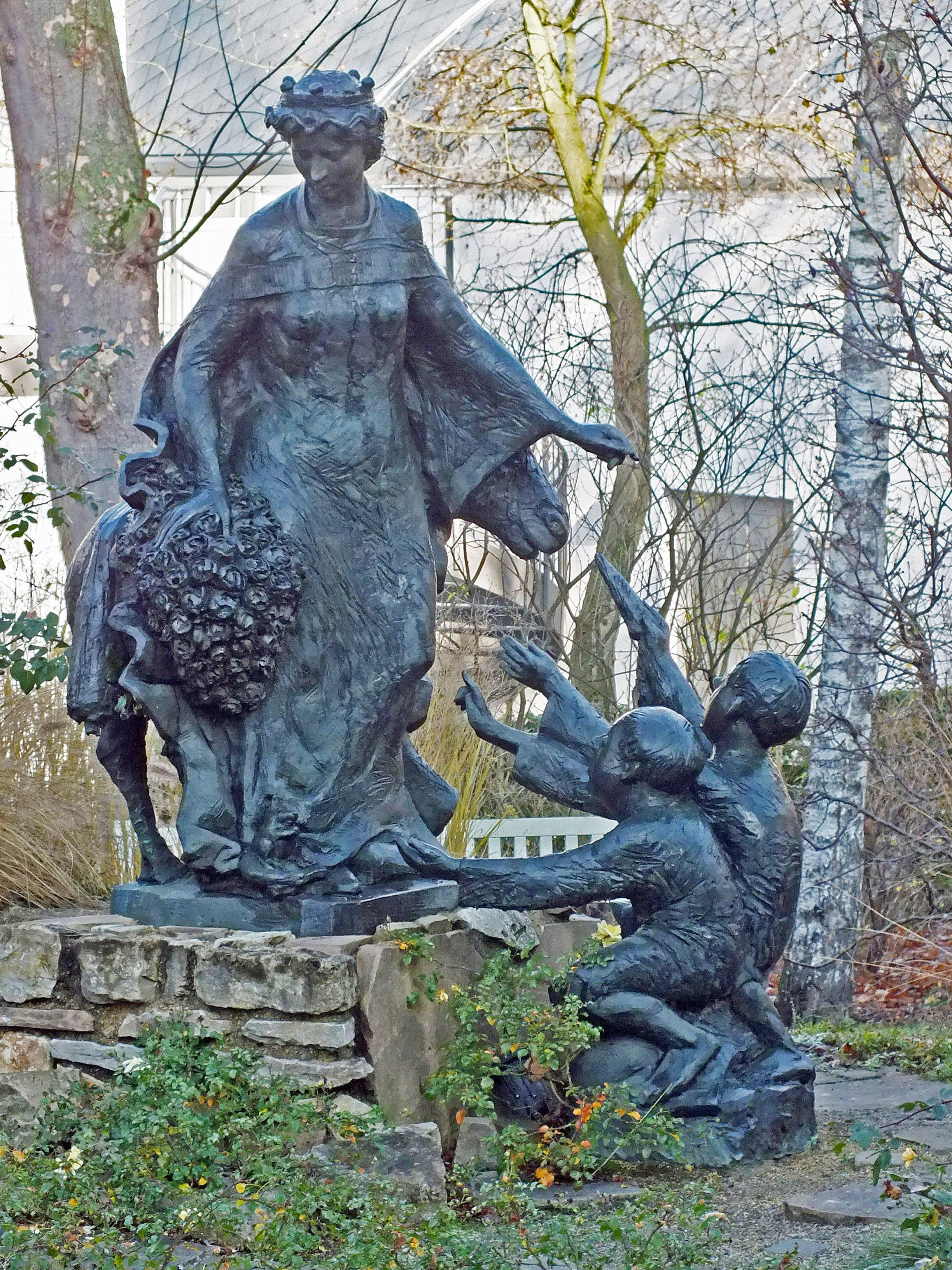
Elisabeth-Gruppe am Leipziger St. Elisabeth-Krankenhaus
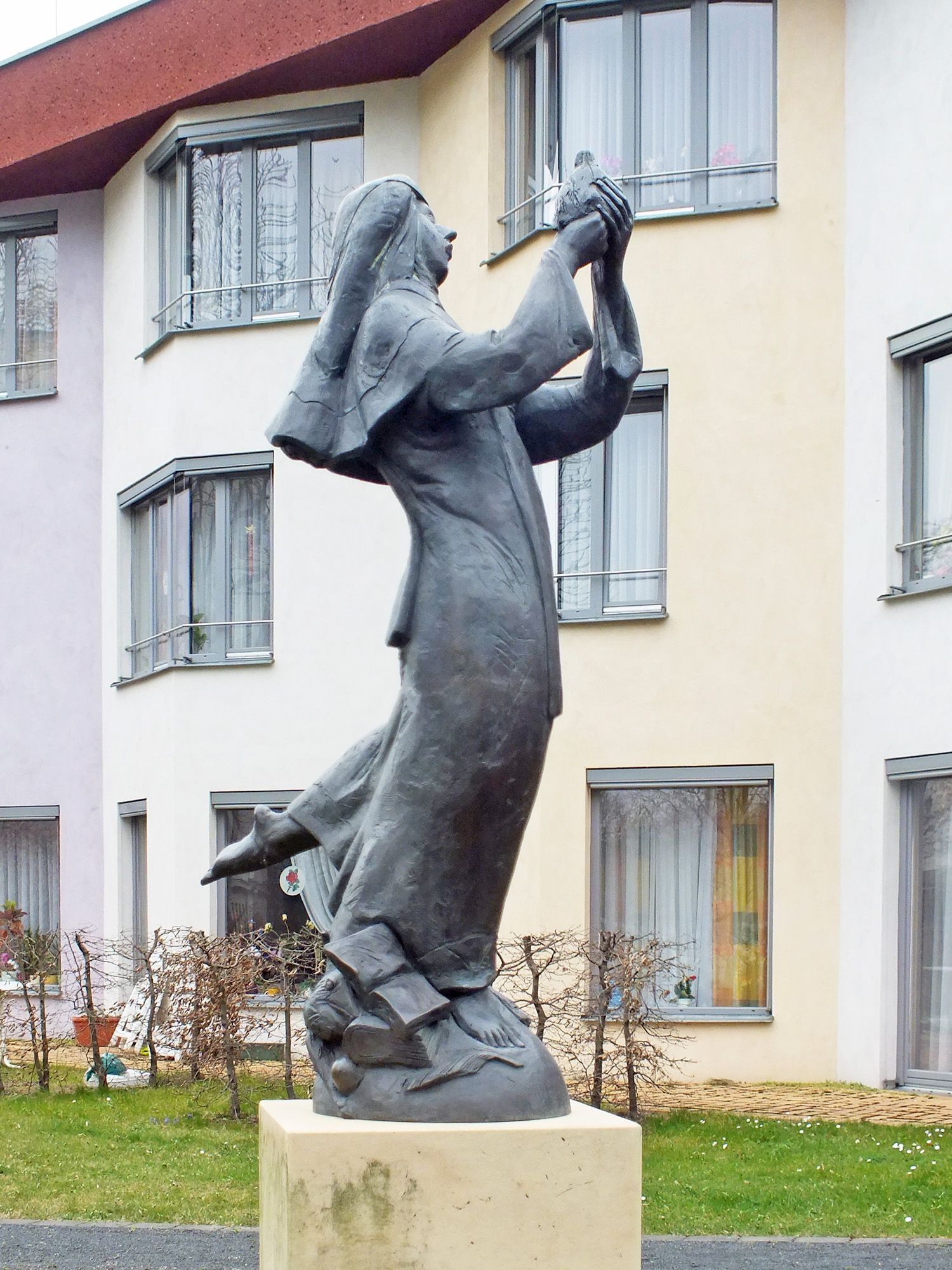
Hl. Mechthild Leipzig-Eutritzsch
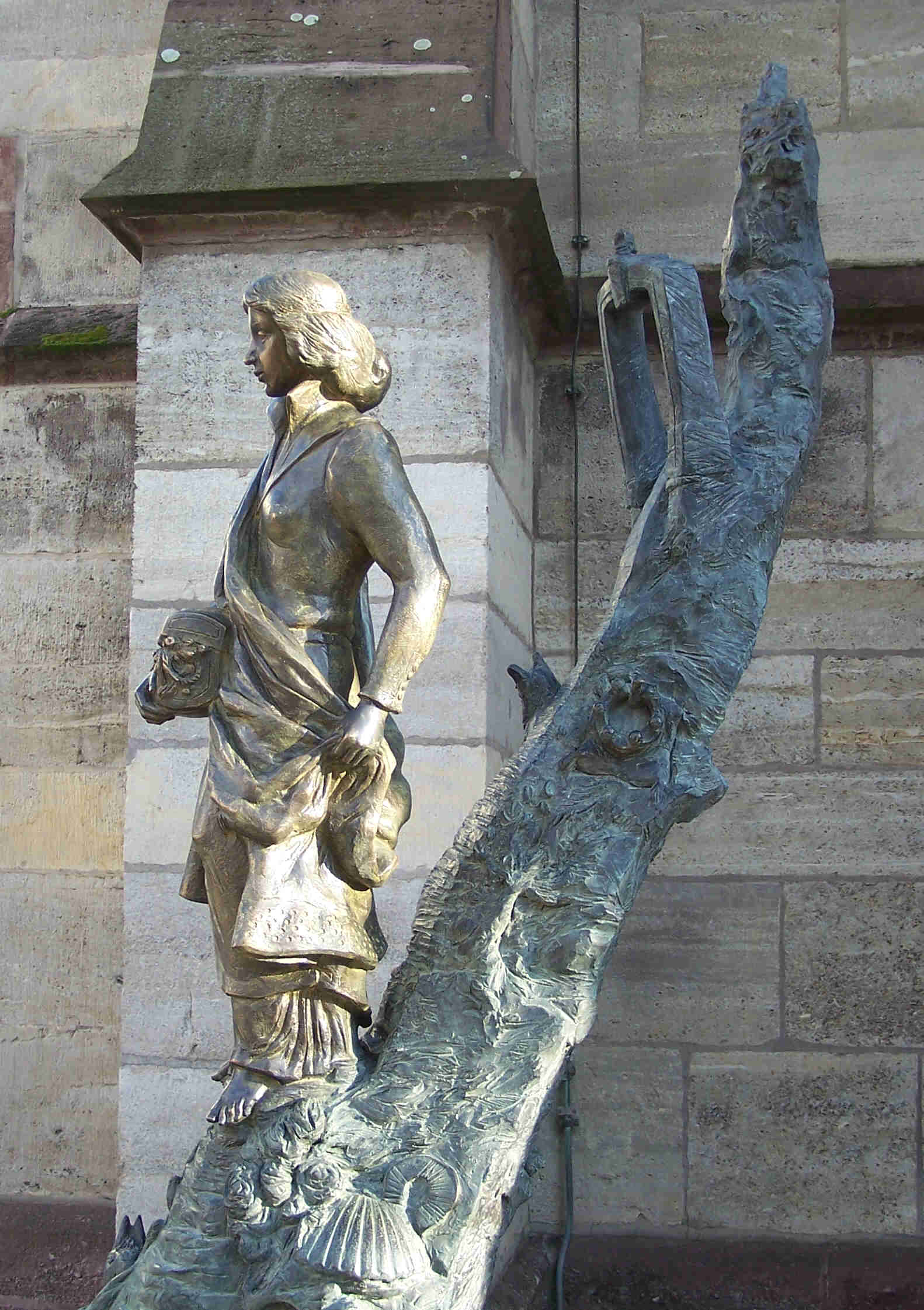
St. Elisabeth-Denkmal Eisenach
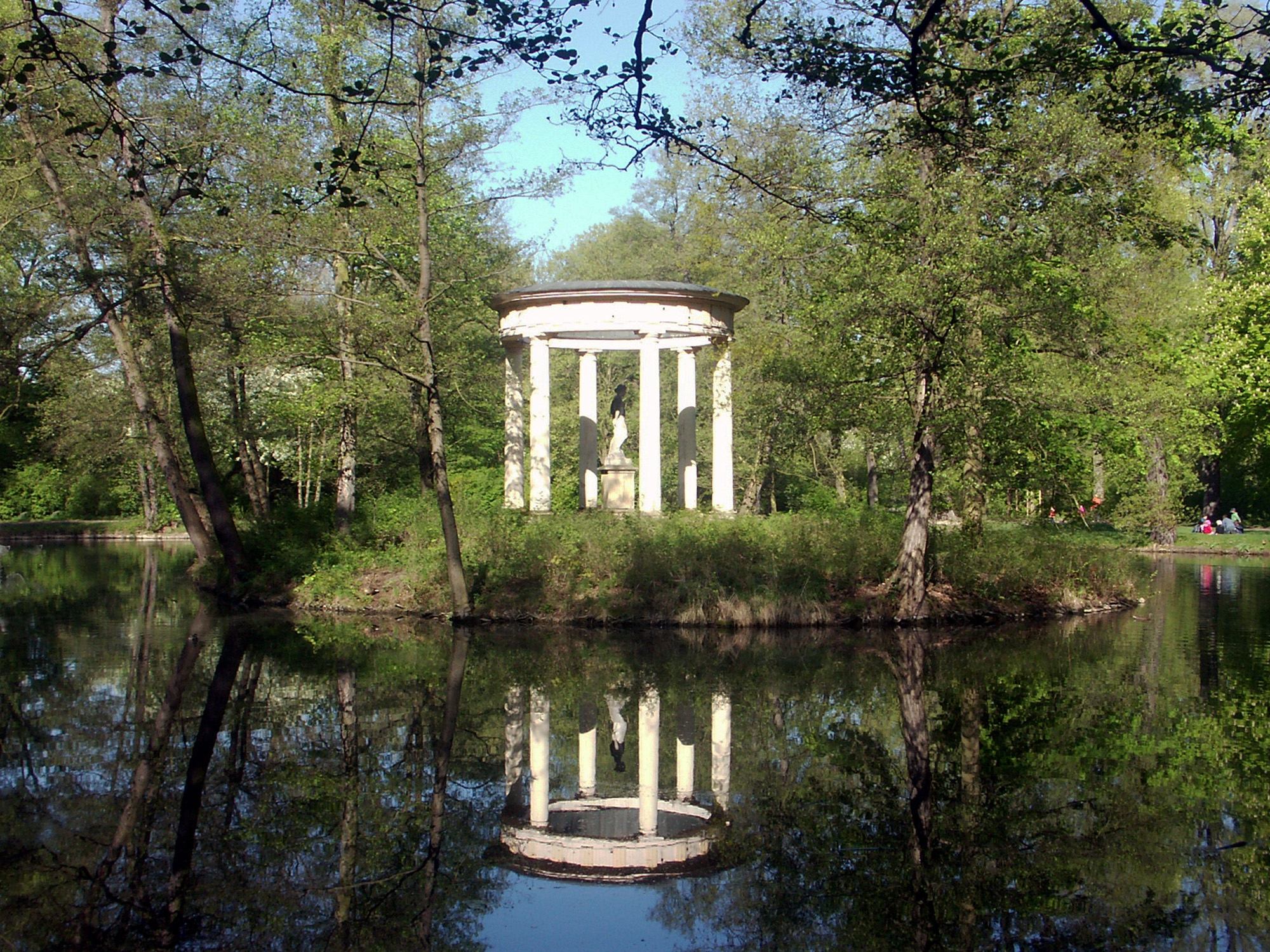
Figur im Pavillon im Abtnaundorfer Park
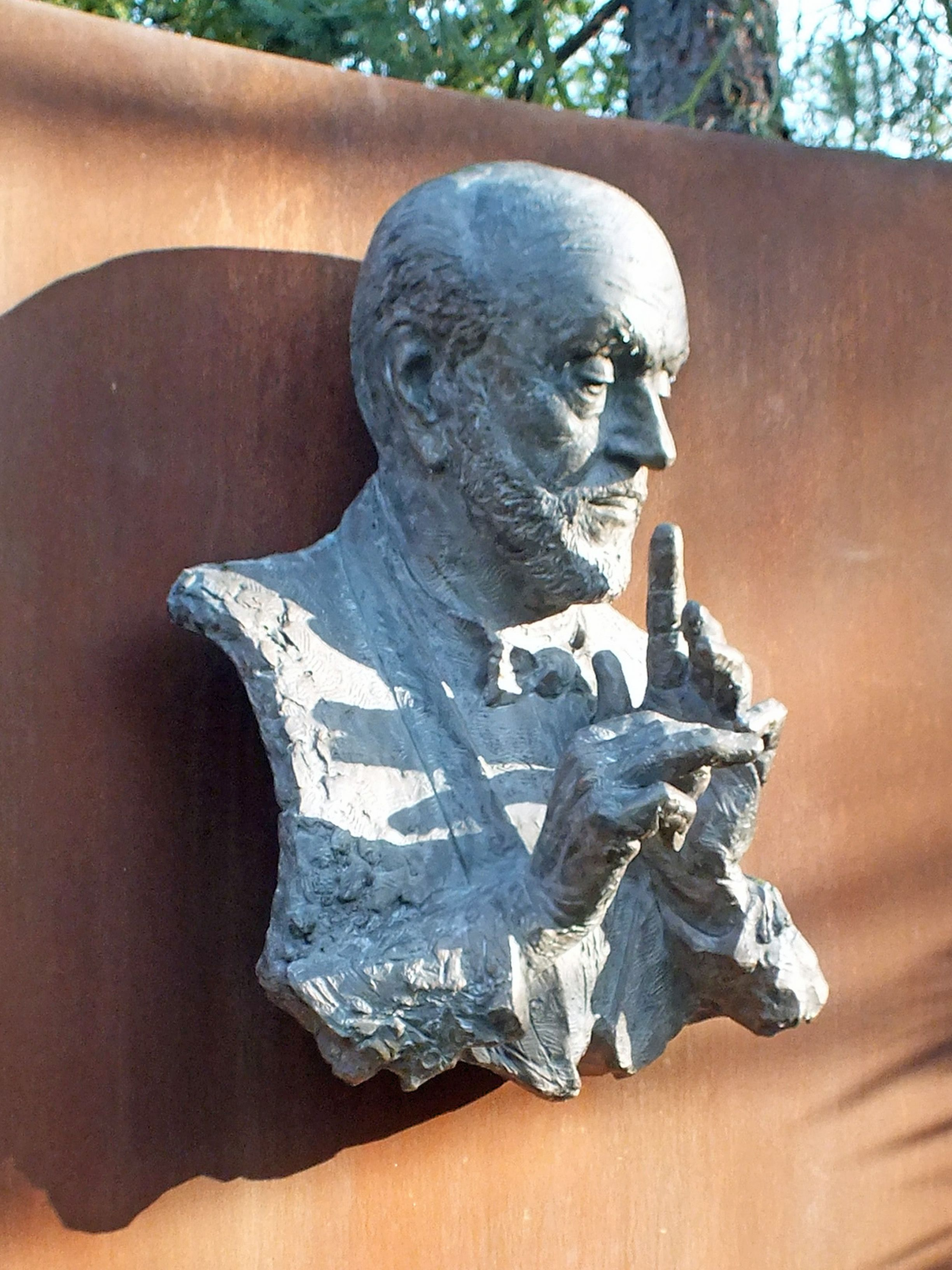
Büste Kurt Masurs an seinem Ehrengrab

### Restaurierungen mit Neuanfertigung  (Auswahl)
- Weichbildzeichen „Connewitzer Kreuz“ von 1536
- Neuanfertigung von sechs verschollenen Figuren und zwei Vasen an der Fassade des IHK-Gebäudes in Leipzig
- Balustradenfiguren am Petershof Leipzig: Neuanfertigung von 7 Figuren
- Allegorische Figurengruppen „Verdammnis“ und „Vergebung“ im Bundesverwaltungsgericht Leipzig
- Universitätscampus Leipzig, Schinkelportal: Figuren für das Portal (Steinguss)
- Attikafigurengruppe auf der Leipziger Universitätsbibliothek
- Rocaillen am Eingang zum Haus Grönländer in der Petersstraße Leipzig
- Neuanfertigung der beiden barocken Fechterfiguren auf dem Leipziger Nikischplatz
- Skulptur „Handel“ auf der Zollbrücke in Magdeburg
- Villersbrunnen Leipzig, Neugestaltung der Zentralfigur, Restaurierung des Brunnens
- Nachschöpfung einer Brunnenanlage im Leipziger AOK-Gebäude
- Wappenstein an der Moritzbastei in der Lenné-Anlage in Leipzig
- Poseidon auf dem historischen Aquarium im Zoo Leipzig
- Ludwig-Richter-Denkmal auf der Brühlschen Terrasse in Dresden

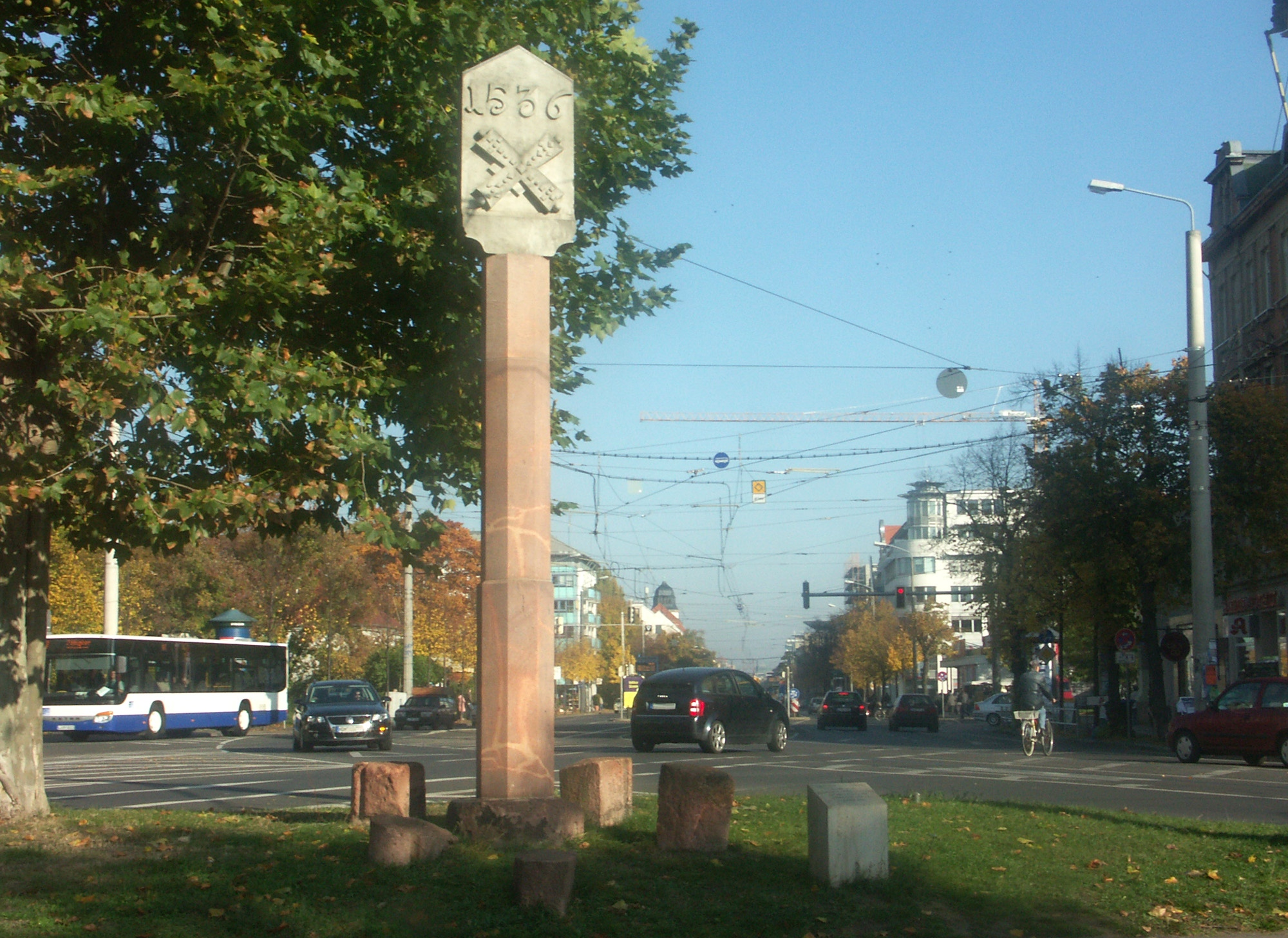
Weichbildzeichen Connewitzer Kreuz
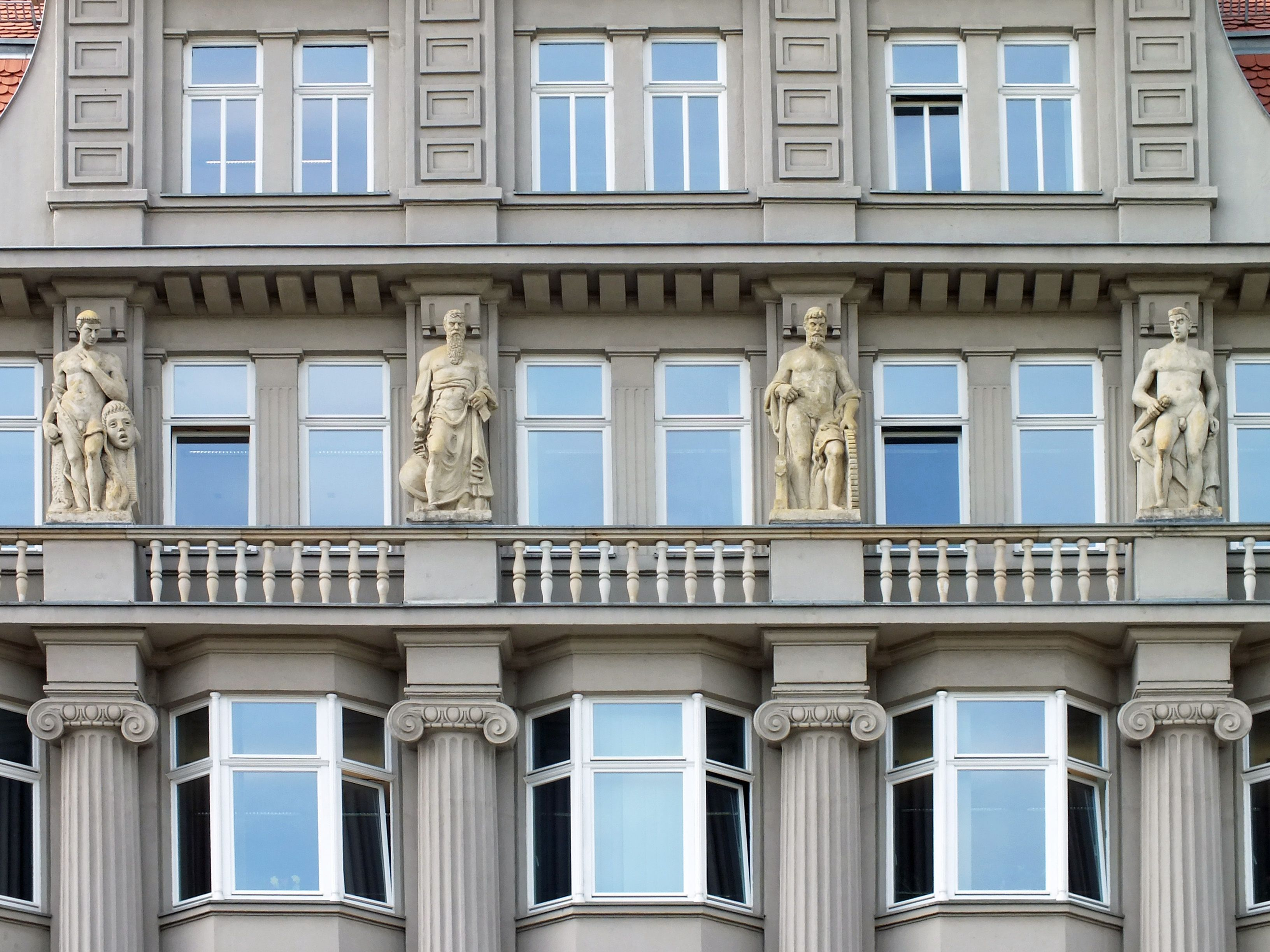
Figuren an der Industrie- und Handelskammer Leipzig
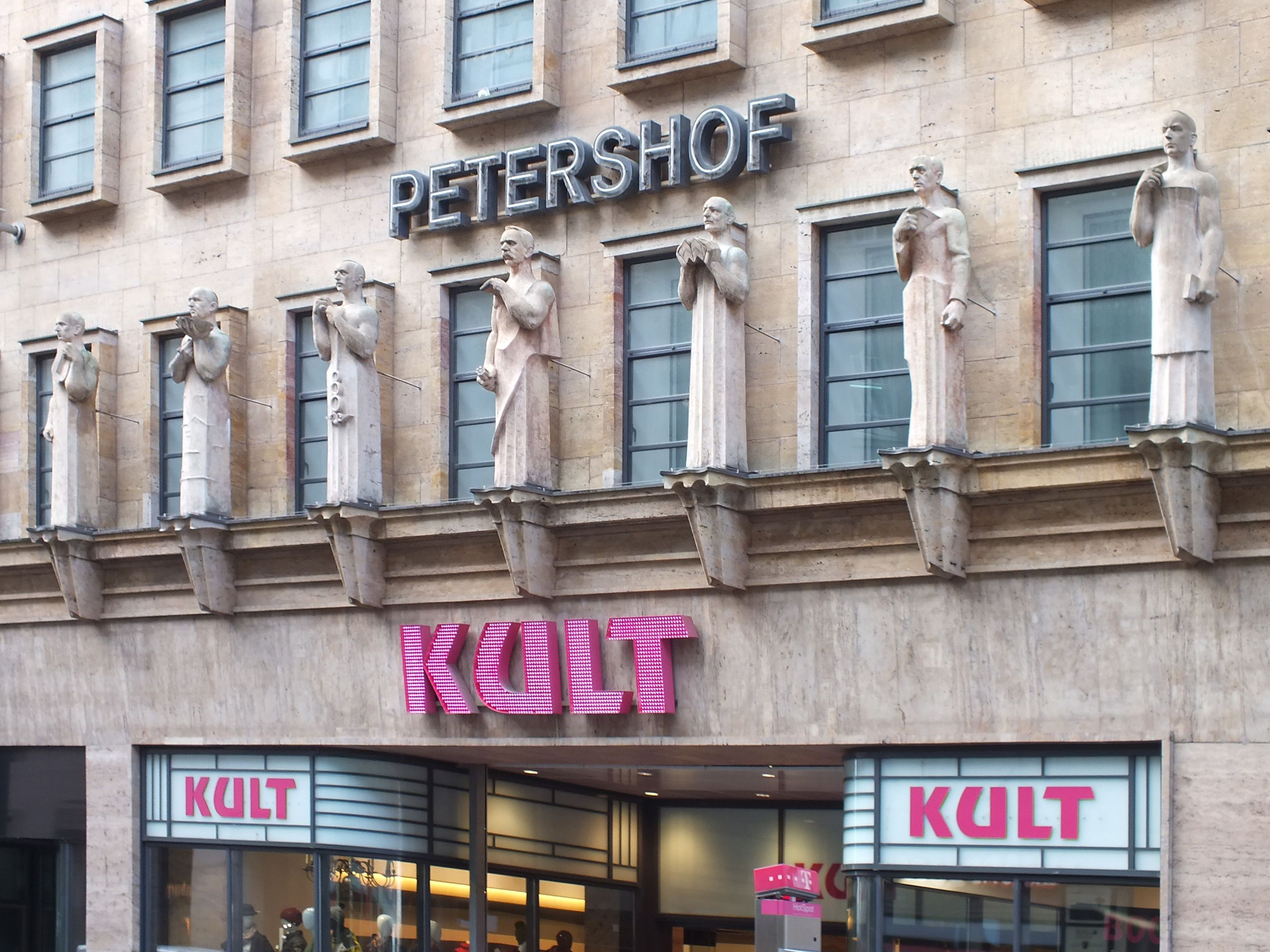
Balustradenfiguren am Leipziger Petershof
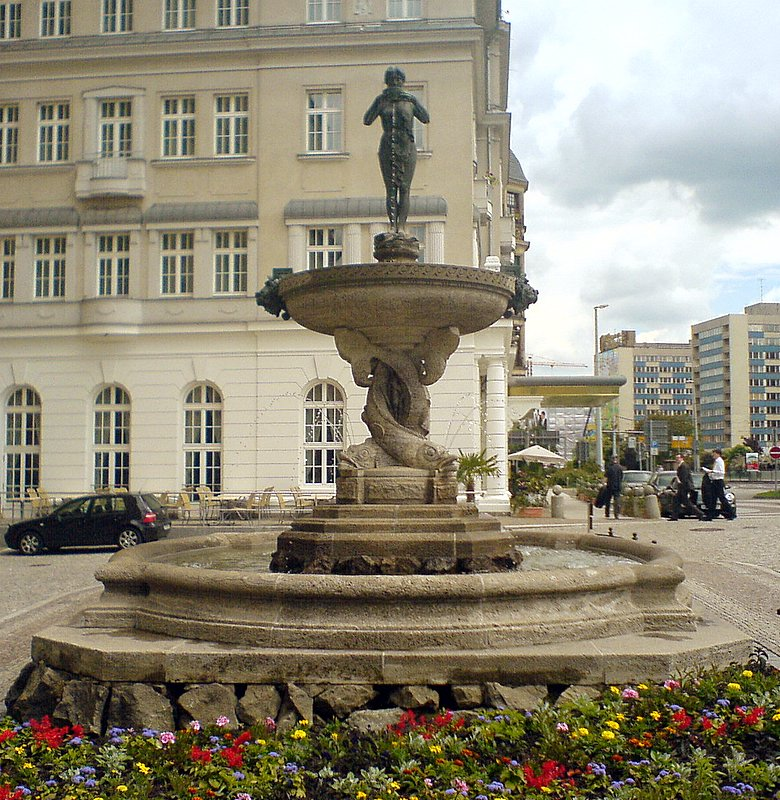
Der Villersbrunnen neben dem Hotel Fürstenhof
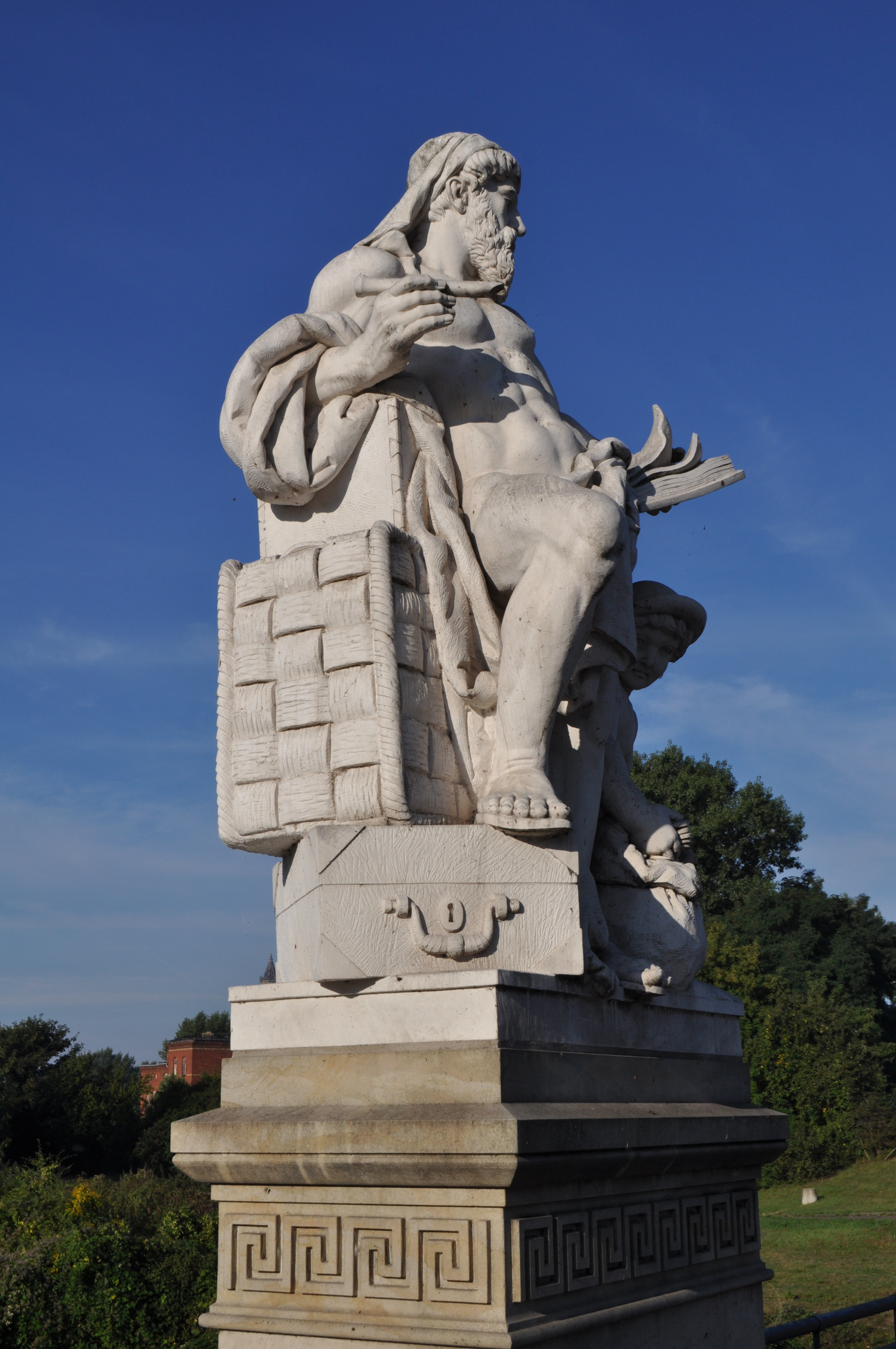
Skulptur „Handel“ auf der Zollbrücke in Magdeburg